# 台20線
台20線（たいにじゅうせん）は、台南市中西区から台東県関山鎮に至る台湾省道であり、玉井の台3線との交差点から関山の台9線との交差点を経て中央山脈までの区間を「南横公路」と別称している。

## 概要
- 全長：203.982Km
- 起点：台南市中西区（湯徳章紀念公園の交差地点）
- 終点：台東県関山鎮徳高陸橋（台9線の交差地点）
- 経由地：

## 歴史
| 年 | 月日 | 事跡 |
| -- | ---- | ---- |

## 通過する自治体
- 台南市
  - 中西区 - 北区 - 永康区 - 新化区 - 山上区 - 左鎮区 - 玉井区 - 南化区

- 高雄市
  - 甲仙区 - 六亀区 - 桃源区建山里[注 1] - 六亀区 - 桃源区

- 台東県
  - 海端郷 - 関山鎮

## 接続する道路
- 高速道路
  - 大湾IC
  - 新化端

- 快速公路
  - 玉井端

## 支線

### 甲線
台東県海端郷の初來橋を起点とし、同県池上郷の台9本線との交差点を終点とする支線である。全長5.726Km。

### 乙線
台南市左鎮区の公館を起点とし、同市南化区の台3本線との交差点（南化国民中学付近）を終点とする支線である。全長7.844Km。